# E583
La ruta europea E583 és una carretera que forma part de la Xarxa de carreteres europees. Comença a Roman (Romania) i finalitza a Jitòmir (Ucraïna). Té una longitud de 540 km. Té una orientació de sud-oest/nord-est.